# Cheiracanthium murinum
Cheiracanthium murinum är en spindelart som först beskrevs av Tamerlan Thorell 1895. Cheiracanthium murinum ingår i släktet Cheiracanthium och familjen sporrspindlar.
Artens utbredningsområde är Myanmar. Inga underarter finns listade i Catalogue of Life.